# David Gould
David L. Gould (Galston, Escocia, 9 de enero de 1873 - Estados Unidos, 25 de enero de 1939) fue un futbolista, entrenador y árbitro estadounidense nacido en Escocia.
Dirigió a la selección de los Estados Unidos en la Copa Mundial de Fútbol de 1934 realizada en Italia.

## Clubes

### Como jugador
| Club                  | País           | Año         |
| --------------------- | -------------- | ----------- |
| Philadelphia Athletic | Estados Unidos | Desconocido |
| Philadelphia Phillies | Estados Unidos | Desconocido |
| John A. Manz FC       | Estados Unidos | Desconocido |
| Thistles              | Estados Unidos | Desconocido |
| British-Americans     | Estados Unidos | Desconocido |
| Eagles                | Estados Unidos | Desconocido |

### Como entrenador
| Club                        | País           | Año       |
| --------------------------- | -------------- | --------- |
| Universidad de Pensilvania  | Estados Unidos | 1925-1927 |
| Selección de Estados Unidos | Estados Unidos | 1934      |